# Klaas Bouma
Klaas Bouma (Lippenhuizen, 2 april 1914 – Westerbork, 25 september 1944) was een Nederlandse schilder en tekenleraar.

## Leven en werk
Bouma was een zoon van Pier Bouma en Jitske Klazema. Hij studeerde in Den Haag en behaalde de aktes M.O. (1936) en N.O. (1939). Hij trouwde in 1942 met Siemtje (Sien) Wubbena (1917-1999). Hij werd schilder en was als tekenleraar verbonden aan de middelbare technische school in de stad Groningen.
Tijdens de Tweede Wereldoorlog was Bouma, onder de schuilnaam Gekke Gerrit, betrokken bij het verzet en de Landelijke Organisatie voor Hulp aan Onderduikers. Hij vervalste persoonsbewijzen en stempels in samenwerking met de Ordedienst. Bouma werd na verraad op 15 september 1944 door de Sicherheitsdienst gearresteerd, zijn schoonvader Eltje Wubbena werd door Pieter Johan Faber doodgeschoten. Bouma werd overgebracht naar het Scholtenshuis en later naar Kamp Westerbork, waar hij op 25 september 1944 werd gefusilleerd.
Op 28 december 1945 werd het gebouw van het Kunstlievend Genootschap Pictura heropend. In de openingstentoonstelling werd werk getoond van onder anderen Bouma, Alida van Houten, Klaas van Dijk en Evert Musch, Bouma werd in de openingsrede door de voorzitter herdacht.

#### Eerbetoon
Bouma's naam wordt vermeld op een gedenksteen in de Van Doornenveste, onderdeel van de Hanzehogeschool Groningen en op het in 1948 onthulde Oorlogsmonument Esserveld in Groningen.